# Bobrkowce
Bobrkowce (Menyanthales) – rząd roślin należący do podklasy astrowe w systemie Reveala. Ze względu na bliskie pokrewieństwo z rodziną astrowatych należące tu rośliny w najnowszych systemach (APG II) włączane są do rzędu astrowców. 

## Systematyka
Pozycja i podział według systemie Reveala
Gromada okrytonasienne Magnoliophyta Cronquist, podgromada Magnoliophytina Frohne & U. Jensen ex Reveal, klasa Rosopsida Batsch, podklasa astrowe Asteridae Takht., nadrząd Campanulanae Takht. Ex Reveal, rząd bobrkowce:
- rodzina: bobrkowate (Menyanthaceae (Dumort.) Dumort.)

Pozycja w Systemie APG II
Rząd nie jest wyróżniany, a należące tu rośliny w randze rodziny włączane są do rzędu astrowców.